# Thiès
Thiès  este un oraș  în Senegal. Este reședința regiunii omonime. Sub raport demografic, se află pe locul 3 în țară.